# Ateneu de Sant Just Desvern
L'Ateneu de Sant Just Desvern és una entitat cultural del municipi de Sant Just Desvern fundada el 1918.
L'Ateneu s'ha dedicat, des de la seva fundació, a elevar el nivell cultural de la població catalana en general i la santjustenca en particular. Ho ha fet -i continua fent-ho- amb accions formatives (dues de les tres escoles públiques de Sant Just van ser creades per l'Ateneu en èpoques de dictadura per garantir un ensenyament en català i de qualitat) i amb el foment de tota mena d'activitats culturals i de lleure.
Actualment continua la seva tasca amb l'edició ininterrompuda de la revista d'informació local La Vall de Verç (des de 1979), una Escola de Música, 4 grups corals, un esbart, 3 grups teatrals i les seccions de muntanya (SEAS), arts plàstiques, billar, balls de saló i club literari (PAL Arxivat 2023-03-30 a Wayback Machine.).
A més, es fa una programació regular de teatre, concerts de jazz i mússica clàssica. També es fan projeccions de documentals i cinema infantil. Cal fer menció especial dels Pastorets de Sant Just Arxivat 2023-05-29 a Wayback Machine.. L'activitat de l'Ateneu permet aglutinar en un projecte cultural persones d'edats i procedències molt diferents.
L'any 2018 l'Ateneu de Sant Just Desvern va rebre la Creu de Sant Jordi.